# Nogoprelci
Nogoprelci (znanstveno ime Embiidina, sinonim Embioptera, grško embio - živahen + pteron - krilo) so majhen in razmeroma slabo poznan red žuželk z okoli 300 opisanimi recentnimi vrstami, ki so razširjene po vsem svetu.

## Opis
Nogoprelci so majhne do srednje velike žuželke rjavkaste barve s podolgovatim telesom in mehkim zunanjim skeletom. Prognatna glava je tako široka kot trup, na njej so naprej usmerjene obustne okončine izoblikovane v grizalo. Samice se od samcev razlikujejo med drugim po ostrejših zobcih grizala, kar nakazuje na različne prehranjevalne navade. Odrasli samci nekaterih vrst se sploh ne prehranjujejo. Poleg obustnih okončin so na glavi še normalno razvite sestavljene oči (ocelov nimajo) in razmeroma kratke nitaste tipalnice.
Samice nogoprelcev nimajo kril, včasih so brez njih tudi samci. Kadar so prisotna, so krila temnorjava in porasla s finimi dlačicami, oba para sta enaka. So slabi letalci, latinsko ime so dobili po živahnem prhutanju kril med letom. Značilnost nogoprelcev so nabrekli tarzalni členi sprednjega para nog, kjer se nahajajo enocelične žleze, s katerimi predejo svilnate niti. Te spletejo v svilene cevke v skrivališčih pod kamni, v zemlji ali lesu; ob nevarnosti se hitro umaknejo vanje, dlje stran od njih gredo samo samci med paritvenim obdobjem. Pogosto živijo v skupinah po nekaj 10 osebkov; čeprav ne poznajo delitve dela in tako niso prave socialne žuželke, jim prepletene mreže verjetno nudijo dodatno zaščito pred plenilci kot so stonoge. Na zadku je par kratkih cerkov, ki sta pri samcih asimetrična in uporabna pri določanju vrst. Sestavljena sta iz dveh členov in sta zelo občutljiva na dotik.
Jajčeca so razmeroma velika, odlagajo jih v svoje rove. Samice skrbijo za zarod. Imajo nepopolno preobrazbo, ličinke samic se razen po odsotnosti genitalij praktično ne razlikujejo od odraslih, ličinke samcev pa se od odraslih razlikujejo še po odsotnosti kril, seveda pri tistih vrstah, kjer odrasli samci imajo krila. Za eno od sredozemskih vrst je znano, da se lahko razmnožuje partenogenetsko.

## Sistematika in ekologija
Nogoprelci nedvomno tvorijo monofiletsko skupino na podlagi sposobnosti tvorbe svile z žlezami v nogah. Po genetskih značilnostih tvorijo sestrski red posnemalcev, čeprav so po nekaterih morfoloških znakih bolj podobni vrbnicam. Razmerja znotraj redu so v glavnem še neraziskana, prve raziskave pa nakazujejo, da je del družin parafiletski.
Večino vrst najdemo v območjih s tropskim podnebjem. V Evropi živi manj kot 10 vrst, v ZDA pa 11, od tega tri vnešene z druge strani Atlantika. V Sloveniji živi le najbolj razširjena evropska vrsta, Haploembia solieri, druge so omejene na južne dele celine. Prehranjujejo se v glavnem z odmrlim rastlinskim materialom, zato imajo v talnem ekosistemu vlogo razkrojevalcev.